# Nadeschda Anatoljewna Kossinzewa
Nadeschda Anatoljewna Kossinzewa (russisch Надежда Анатольевна Косинцева, englische Schreibweise, die von der FIDE verwendet wird: Nadezhda Kosintseva; * 14. Januar 1985 in Archangelsk) ist eine russische Schachmeisterin.

## Karriere
Nadeschda Kossinzewa zeichnete sich schon als Mädchen und Jugendspielerin als hervorragende Schachspielerin aus. So gewann sie viermal Gold bei Europa- und Weltmeisterschaften der weiblichen Jugend: Sie war U10-Europameisterin in Verdun (1995),  U12-Europameisterin in Tallinn (1997), U14-Weltmeisterin in Oropesa del Mar (1998) und U18-Europameisterin in Kallithea (2000).
Nadeschda Kossinzewa war 2008 im russischen Superfinale der Frauen in Moskau die überlegene Siegerin. Sie hat den Preis FIDE Caissa Award for 2009 Female Player of the Year gewonnen, im Jahr 2009 hat sie keine Partie verloren.
Nadeschda Kossinzewa trägt den Großmeister-Titel der Frauen (WGM) seit 2002 sowie seit 2004 den Titel Internationaler Meister (IM). Die erforderlichen Normen erreichte sie bei den europäischen Einzelmeisterschaften der Frauen 2002 in Warna und 2003 in Istanbul sowie beim Schachfestival in Biel/Bienne im Juli 2004. 2011 wurde Nadescha Kossinzewa zum Großmeister (GM) ernannt, die erforderlichen Normen erfüllte sie beim Schachfestival in Biel 2010, bei der Schacholympiade 2010 der Frauen in Chanty-Mansijsk und beim Tradewise Chess Festival 2011 in Gibraltar. 2011 wurde sie als Verdienter Meister des Sports Russlands ausgezeichnet. Sie wurde gemeinsam mit ihrer Schwester von Garri Kasparows ehemaligem Trainer Juri Dochojan trainiert. Mit ihrer bisher höchsten Elo-Zahl von 2576 im November 2010 lag sie auf dem fünften Platz der Frauen-Weltrangliste.
Seit Dezember 2012 ist sie mit dem deutschen Großmeister Leonid Kritz verheiratet.

## Nationalmannschaft

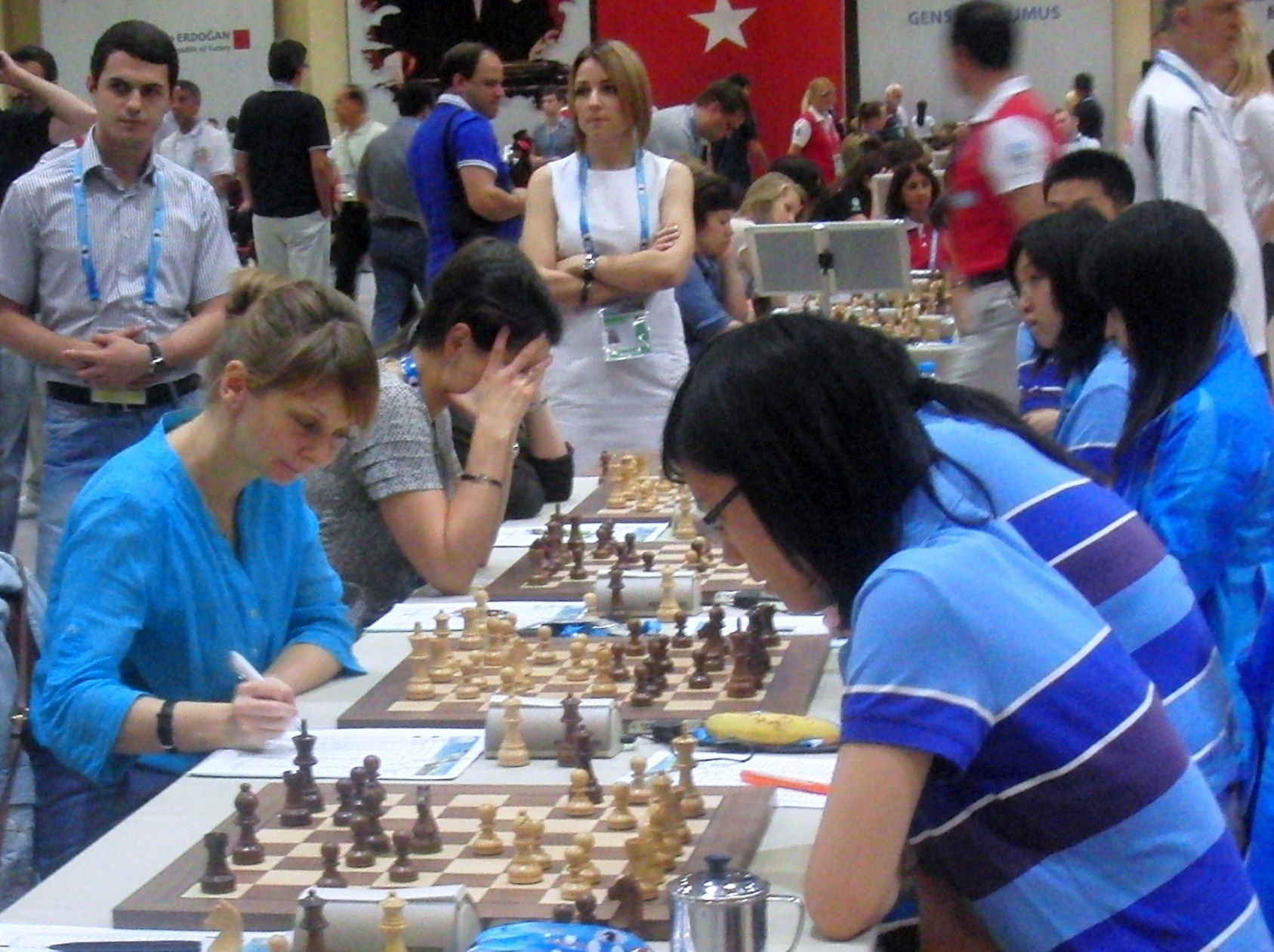
Nadeschda Kossinzewa (links Brett 2) und Hou Yifan (rechts Brett 1) Schacholympiade 2012 in Istanbul

Nadeschda Kossinzewa nahm mit den russischen Frauenmannschaft an den Schacholympiaden 2004, 2006, 2008, 2010 und 2012 in Istanbul teil. Sie gewann mit der Mannschaft die Olympiaden 2010 und 2012 und war beste Einzelspielerin 2004 am Reservebrett, 2008 am dritten, 2010 am zweiten und 2012 am dritten Brett.
Nach der Schacholympiade 2012 erklärte sie ihren Rückzug aus der Nationalmannschaft, solange diese von Sergei Rubljowski als Cheftrainer betreut wird. Als Grund gab sie an, während des Turniers starkem psychologischen Druck ausgesetzt gewesen zu sein.
Kossinzewa nahm außerdem an den Mannschaftsweltmeisterschaften der Frauen 2007, 2009 und 2011 teil, bei denen sie mit der russischen Mannschaft jeweils auf dem zweiten Platz landete. 2009 gewann sie außerdem die Einzelwertung am zweiten Brett und erreichte die zweitbeste Elo-Leistung aller Teilnehmerinnen.
An den Mannschaftseuropameisterschaften der Frauen nahm sie 2005, 2007, 2009 und 2011 teil und gewann diese mit Russland 2007, 2009 und 2011. 2009 erreichte sie außerdem das beste Einzelergebnis am dritten Brett.

## Vereine
Nadeschda Kossinzewa nahm viermal am European Club Cup der Frauen teil: 2005 und 2006 mit dem AVS Krasnoturinsk, 2008 und 2009 mit Spartak Vidnoe, mit dem sie den Wettbewerb 2009 gewann.